# 石井幸孝
石井 幸孝（いしい よしたか、1932年10月12日 - ）は、日本の鉄道技術者。実業家、九州旅客鉄道（JR九州）初代社長。広島県呉市出身。本籍は京都府宮津市漁師町。

## 経歴
東京都立新宿高等学校、東京大学工学部機械工学科卒業。1955年日本国有鉄道（国鉄）に入社。蒸気機関車の補修を皮切りに、油まみれの工場勤務からスタート。1959年、本社臨時車両設計事務所でディーゼル車両の担当技師として車両設計・開発を担当。キハ81系「はつかり」、キハ82系、キハ58系、DD51形、DE10形などディーゼル車両開発最盛期の仕事に携わった。ディーゼル特急「はつかり」を東北本線に導入した当時は故障に泣かされ、毎晩徹夜で修理作業に当たったという。
機械畑出身だがその後、総裁室調査役、広島鉄道管理局長などの管理職としても能力を発揮。1982年工作局長、1985年車両局長、常務理事・首都圏本部長となり、国鉄分割・民営化後の東日本での作業計画を手掛け国鉄改革に携わった。また北陸新幹線整備などにも関わる。1986年九州総局長となり1987年、民営化で発足した九州旅客鉄道株式会社（JR九州）初代代表取締役社長に就任。
早速、「部内本位からお客様本位」「系統本位から会社本位」「予算本位から収支本位」など「国鉄流10の反省」を提唱。自らも営業能力の高さを発揮し精力的なトップセールスを行い多角化を推進した。デザイン戦略を経営戦略として位置付け、水戸岡鋭治をデザイナーに起用し787系電車「つばめ」、883系電車「ソニック」、885系電車「かもめ」、九州新幹線800系電車「つばめ」など多くの斬新なデザインの特急車両を世に出し、他の交通機関との激しい競争で当初厳しい経営を予想されたJR九州の業績アップの原動力とした。これらの車両はブルーリボン賞、ブルネル賞など国内外の多くの賞を受賞した。
また、九州新幹線の整備、博多 - 釜山間国際航路「ビートル」の開設や熊本駅、鹿児島中央駅、由布院駅などの整備や駅舎改装、博多駅コンコースの大改装、「あそBOY」などの観光列車を次々と走らせるなど、鉄道を通じて九州各地のまちづくりやインフラ整備、および九州観光に大きな業績を残し国鉄行政改革をJR九州で実践した。
1997年会長に就任、2002年退任したが、この間九州ニュービジネス協議会会長、九州21世紀委員会会長、九州・山口経済連合会副会長、在福岡ニュージーランド名誉領事、福岡県日韓親善協会会長、福岡県サッカー協会会長など多くの要職に携わった。また、1988年のオリエント・エクスプレス '88日本運行にも携わった。会長退任後、福岡市長選に立候補を予定していたが、体調を崩し断念した。
数々の国鉄車両に関する書籍物を執筆・発行した実績もあり、自身も鉄道ファンである。

## 年表
- 1932年10月：広島県呉市にて生誕
- 1951年3月：東京都立新宿高等学校卒業
- 1951年4月：東京大学教養学部理科Ⅰ類入学
- 1955年3月：東京大学工学部機械工学科卒業
- 1955年4月：国鉄入社
- 1956年：小樽築港機関区見習機関士
- 1961年：車両設計事務所技師（ディーゼル車両担当）
- 1968年：本社工作局車両課課長補佐
- 1972年：北海道総局車両管理室長
- 1976年：大船工場長
- 1981年：広島鉄道管理局長
- 1982年：本社工作局長
- 1985年：本社車両局長
- 1986年：九州総局長
- 1987年4月：九州旅客鉄道株式会社（JR九州）初代代表取締役社長就任
- 1997年6月24日：同社会長就任[10]
- 2002年：退任
- 2014年11月：旭日重光章受章[11]

## 著書
- 『蒸気機関車』中公新書 1976年
- 『入門鉄道車両』交友社 1971年、改訂版1980年
- 『キハ58物語  津々浦々くまなく走ったディーゼル急行1900両』JTBキャンブックス、2003
- 『DD51物語: 国鉄ディーゼル機関車2400両の開発と活躍の足跡』JTBキャンブックス、2004
- 『キハ82物語 「はつかり」で始まったディーゼル特急半世紀の物語』JTBキャンブックス、2005
- 『九州特急物語: 創業からJR九州までの120年』JTBキャンブックス、2007
- 『キハ47物語 ローカル線の主役一般形キハの歩み』 (キャンブックス. 鉄道) JTBパブリッシング, 2009.3
- 『戦中・戦後の鉄道 激動十五年間のドラマ』 (キャンブックス 鉄道) JTBパブリッシング, 2011.10
- 『人口減少と鉄道』朝日新書 2018年3月
- 『国鉄―「日本最大の企業」の栄光と崩壊』中公新書 2022年8月

共編著
- 『自治体DNA革命 日本型組織を超えて』上山信一共編著. 東洋経済新報社, 2001.9